# Tono (linguistica)
In linguistica, il tono è un tratto prosodico caratterizzato dalla variazione (o meno) dell'altezza del suono di una sillaba. All'altezza del suono fa riferimento anche l'intonazione, che però si riferisce di norma non a una singola sillaba ma alla curva melodica di un intero enunciato.
In alcune lingue del mondo, come il cinese e diverse lingue dell'estremo oriente, il tono è distintivo, permette cioè di distinguere parole per il resto omofone (si parla in questo caso di lingue tonali). Nelle lingue europee esiste un tono distintivo solo in svedese e norvegese.
In italiano, il tono non ha valore distintivo, mentre l'intonazione sì.
Nel cinese standard, per ogni vocale esistono cinque possibili toni (alto, ascendente, discendente-ascendente, discendente breve, neutro): a ciascun diverso tono corrisponde un diverso significato.